# Картахена (Іспанія)
Картахе́на (ісп. Cartagena) — місто і порт на Середземному морі, розташоване на південному сході Іспанії в автономній спільноті Мурсія. Місто засноване 227 року до н. е.
Старе місто зі своїми головними історичними визначними місцями відмежовує висока стіна, яка була побудована для оборони у XVIII столітті. При вході у центральну частину міста височіє Ратуша. Ця будівля збудована в стилі модерн на початку XX ст. Навпроти неї розташований парк Торес.
В парку на невеликому пагорбі знаходиться замок Зачаття (ісп. La Concepción). Неподалік стоїть давній Кафедральний Собор. Ця найстаріша церква Картахени була збудована в ХІІІ ст. н. е.
1987 року в місті були знайдені руїни римського театру, датовані І ст. до н. е. Цікаву колекцію історичних знахідок можна побачити в археологічному музеї.
Велику частину міста займає військово-морська база. Також є Національний музей морської археології і Морський музей, у яких можна дізнатися про місцеву історію навігації.

## Релігія
- Центр Картахенської діоцезії Католицької церкви.

## Відомі люди
- Ісидор Севільський (560—636) — архієпископ Севільї у вестготській Іспанії
- Перес Педро (1926—1990) — іспанський художник
- Кармело Бальєстер-Н'єто (1881—1949) — архієпископ Компостельський.